# Ciel, où sont passées les dattes de tes oasis ?
Ciel, où sont passées les dattes de tes oasis ? est le titre d’une pièce de théâtre écrite en 1968 par Roger Hanin.
Créée au Théâtre Montansier à Versailles en décembre 1968 puis reprise au Théâtre Daunou à Paris en mars 1969, elle a été mise en scène par Jacques Ardouin avec la distribution suivante :
- Roger Hanin : Marcus Duverger, import-export
- Odile Versois : Dahlia Duverger, son épouse
- Lyne Chardonnet : Odile Duverger, sa fille
- Evelyne Dassas : Babouchka, secrétaire de M. Duverger
- Jacques Portet : Narcisse Lamento, fiancé d’Odile Duverger
- Henri Lambert : Norbert Cohen, chauffeur de M. Duverger
- Fred Descamps : Yen Shu Taï, attaché commercial de l'Ambassade de Chine Populaire à Paris
- Daniel Kamwa : Ernest M'Dougounde, attaché commercial de l’Ambassade du Dahomey à Paris
- Maurice Bray : Jean-Gabriel de Nimours, directeur commercial de la M. Duverger Incorporate
- Pierre Bonnet : Abbé Saint-Julien, député, ami de M. Duverger
- Serge Drappier
- Michel Tureau